# Галицкий, Иван Павлович
Иван Павлович Галицкий (9 февраля 1897 года, д. Зимницы, Куйбышевский район, Калужская область — 8 марта 1987 года, Москва) — советский военачальник, генерал-лейтенант инженерных войск (с 1945 по 1957 год — генерал-полковник инженерных войск), Герой Советского Союза, кандидат военных наук, доцент. Участник Великой Отечественной войны.

## Начальная биография
Родился 9 февраля 1897 года в деревне Зимницы (Куйбышевский район, Калужская область) в семье рабочего.
В 1900 году семья обосновалась в поселке Бытошь, где Иван поступил в среднюю школу. Затем учился в высшем начальном училище, работал на стекольном заводе в Бытоши, машиностроительном заводе в Бежице. Отсюда в мае 1916 года был призван в армию.

## Военная служба

### Гражданская война в России
В 1918 году был призван в РККА, в рядах которой принимал участие в гражданской войне на должностях помощника командира взвода Обоянского запасного полка, исполняющего должность командира сапёрной роты, командира взвода и командир инженерного парка. В 1919 году окончил 2-е Екатеринославские инженерные курсы.
С 1921 года командовал отделением санитарной роты на Западном фронте, затем — санитарной ротой.

### Межвоенный период
В ноябре 1922 года был назначен на должность помощника командира санитарного батальона 5-го стрелкового корпуса, в апреле 1924 года — на должность дивизионного инженера 5-й стрелковой дивизии, а в апреле 1925 года — на должность помощника корпусного инженера 16-го стрелкового корпуса. С 1929 года вновь служил дивизионным инженером.
В 1926 году окончил Ленинградские курсы усовершенствования командного состава инженерных войск, в 1931 году — курсы при военно-технической академии РККА имени Ф. Э. Дзержинского.
С декабря 1932 года служил начальником Научно-испытательного инженерно-технического полигона Военно-инженерного управления РККА, с марта 1935 года — помощником начальника отдела инженерных войск Московского военного округа по боевой подготовке. В апреле 1938 года был назначен на должность начальника отдела инженерных войск Московского военного округа.

### Вторая мировая война
В 1939 году принимал участие в походе в Западную Украину и Западную Белоруссию.
Постановлением Совета Народных Комиссаров СССР № 945 от 4 июня 1940 года Галицкому было присвоено воинское звание генерал-майор инженерных войск.
В 1940 году вступил в ВКП(б).
С июля 1940 года служил заместителем начальника Главного военно-инженерного управления Красной Армии, а с марта по начало июля 1941 года исполнял обязанности начальника ГВИУ.

#### Великая Отечественная война
В боях на фронтах Великой Отечественной войны принимал участие с 1941 года.
Во время Великой Отечественной войны занимал должности заместителя начальника Главного военно-инженерного управления (до ноября 1941 года) и начальника штаба инженерных войск Красной Армии (с ноября 1941 по апрель 1942 года), одновременно — начальник оперативно-инженерной группы на Западном фронте (ноябрь — декабрь 1941 года), в Приморской армии Южного фронта (с декабря 1941 по январь 1942 года) и на Крымском фронте (январь — апрель 1942 года); заместитель командующего — начальник инженерных войск Западного (апрель 1942 года — февраль 1944 года) и 1-го Украинского (с февраля 1944 года и до конца войны) фронтов.
С началом контрнаступления под Москвой оперативная группа под руководством генерал-майора инженерных войск Галицкого была направлена в Севастополь. В воинский поезд было погружено 20 тысяч противотанковых и 25 тысяч противопехотных мин, 200 тонн взрывчатки. Всё это было перегружено в Новороссийске на крейсер и 1 января 1942 года прибыло в Севастополь.
В январе 1942 года оперативная группа инженерных заграждений сводного отряда ОМСБОН НКВД СССР под командованием майора ГБ М. Н. Шперова во главе с начальником штаба инженерных войск Красной Армии генерал-майором инженерных войск Галицким оказала Севастополю большую помощь в возведении инженерных сооружений.
Галицкий, Хренов и их помощники готовили план инженерно-заградительных мероприятий второй и третьей очереди, предусматривающий создание минных полей на танкоопасных направлениях и прикрытие противопехотными препятствиями переднего края. Планировалось также поставить взрывные заграждения на Инкерманских высотах и у Сапун-горы. Имеющихся запасов боеприпасов не хватало, и реализация плана требовала постоянных доставок всего необходимого или же организации местного производства.
Постановлением СНК СССР от 14 февраля 1943 года № 176 генерал-майору инженерных войск Галицкому присвоено воинское звание генерал-лейтенант инженерных войск.
Группа под руководством Галицкого раньше, чем было запланировано, была передислоцирована из Севастополя на Керченский полуостров для укрепления Ак-Монайских позиций.
В середине февраля 1944 года Галицкому пришло письмо от отца, в котором сообщалось, что перед отступлением гитлеровцы расстреляли его мать, Александру Петровну, и старшую сестру Марию Павловну за связь с партизанами и принадлежность к семье генерала.
На Сандомирском плацдарме под руководством Галицкого было отрыто полторы тысячи километров траншей и ходов сообщения; построено 1160 командных и наблюдательных пунктов; сделано 11 тысяч артиллерийских и миномётных позиций, 10 тысяч землянок и разного рода укрытий для войск; проложено заново и приведено в порядок более двух тысяч километров автомобильных дорог. Так же инженерные войска навели через Вислу 13 мостов и организовали три паромные переправы большой грузоподъёмности.
Начальник инженерных войск 1-го Украинского фронта Галицкий умело руководил инженерными войсками фронта в Берлинской и Пражской операциях.
Постановлением Совета Народных Комиссаров Союза ССР от 20 апреля 1945 года № 813 генерал-лейтенанту инженерных войск Галицкому присвоено воинское звание генерал-полковник инженерных войск.
Указом № 6570 Президиума Верховного Совета СССР от 29 мая 1945 года за умелое руководство инженерными войсками и проявленные при этом личное мужество и героизм генерал-полковнику инженерных войск Галицкому было присвоено звание Герой Советского Союза.

### Послевоенная карьера
По окончании войны служил на ряде должностей в войсках, а с 1951 года — начальником Военно-инженерной академии имени В. В. Куйбышева. Кандидат военных наук, доцент.
Во второй половине 1950-х годов, во время нахождения на должности министра обороны СССР Г. К. Жукова, военная прокуратура расследовала дело начальника инженерных войск Московского военного округа бригадного инженера С. Асланова, который в 1938 году был арестован, судим и расстрелян. Его жена была сослана, дети были определены в детский дом. Во время проверки дела в 1957 году было выяснено, что единственным основанием для ареста явился донос майора Ивана Павловича Галицкого, который потом занял должность Асланова.
Галицкий отрицал свою причастность к данному уголовному делу, но его позиция была сильно расшатана после того, как в архивах был найден сохранившийся донос Галицкого. После того, как Жуков был проинформирован об этом уголовном деле, Галицкий по приказу Жукова был отстранён от должности начальника Военно-инженерной академии имени В. В. Куйбышева. По представлению министерства обороны СССР постановлением Совета Министров СССР № 784—366 от 4 июля 1957 года Галицкий лишён воинского звания генерал-полковник инженерных войск.
После отставки Жукова с должности министра обороны СССР Галицкий обратился к главному военному прокурору А. Г. Горному и прокурору генерал-лейтенанту юстиции Б. А. Викторову, который руководил группой по пересмотру дел Главной Военной прокуратурой.
Вскоре было издано другое постановление без публикации, в котором говорилось, что Галицкий понижается в звании до генерал-лейтенанта инженерных войск и увольняется в запас. Членство в партии Галицкий сохранил.
С 1957 года генерал-лейтенант инженерных войск Галицкий находился в запасе. Жил в Москве, где и умер 8 марта 1987 года. Похоронен на Кунцевском кладбище (участок 9-2).

## Награды
- Герой Советского Союза
- Два ордена Ленина
- Четыре ордена Красного Знамени
- Орден Суворова I степени
- Орден Суворова II степени[2]
- Орден Кутузова I степени (25.08.1944)
- Орден Отечественной войны I степени
- Медаль «В ознаменование 100-летия со дня рождения Владимира Ильича Ленина»
- Медаль «За оборону Москвы»
- Медаль «За оборону Севастополя»
- Медаль «За взятие Берлина»
- Медаль «За освобождение Праги»
- Медаль «Ветеран Вооружённых Сил СССР»
- Медаль «За победу над Германией в Великой Отечественной войне 1941—1945 гг.»
- Медаль «20 лет Победы в Великой Отечественной войне 1941—1945 гг.»
- Медаль «30 лет Победы в Великой Отечественной войне 1941—1945 гг.»
- Медаль «40 лет Победы в Великой Отечественной войне 1941—1945 гг.»
- Медаль «20 лет Рабоче-Крестьянской Красной Армии»
- Медаль «30 лет Советской Армии и Флота»
- Медаль «50 лет Вооружённых Сил СССР»
- Медаль «60 лет Вооружённых Сил СССР»
- Медаль «В память 800-летия Москвы»

Иностранные награды:

## Труды
- Переправочное дело. — М..: Воениздат, 1934.
- . — М.: Воениздат, 1983.
- Из опыта оперативной маскировки при подготовке наступления фронта // Военно-исторический журнал. — 1966. — № 5. — С. 40—48.
- Инженерное оборудование переправ и исходных рубежей // Военно-исторический журнал. — 1977. — № 6. — С. 53—58.